# Distrito de Sibayo

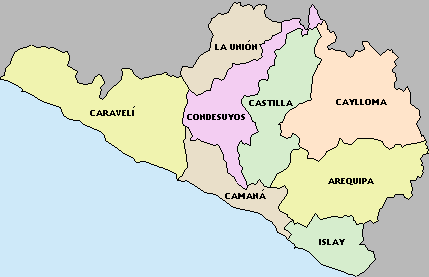
Provincias de Arequipa

El distrito de Sibayo es uno de los veinte distritos que conforman la provincia de Caylloma en el departamento de Arequipa, bajo la administración del Gobierno regional de Arequipa, en el sur del Perú.
Desde el punto de vista jerárquico de la Iglesia católica forma parte de la Arquidiócesis de Arequipa.

## Historia
Se fundó con el nombre de San Juan Bautista de Sibayo, esto cuando llegaron los españoles y distribuyeron los corregimientos o encomiendas, pero fundamentalmente es un Pueblo Collahua que por los años de 1776 eran regentados por Caciques, los principales fueron Don Matías Choque Anco y Matías Chapi; en este mismo año se adjudica a los Indios de Sibayo, tierras en las costas peruanas, en Matarani, que hoy pertenece a la Provincia de Islay, con la finalidad de que paguen sus tributos, dedicándose a la extracción del Ccochayuyo y otros recursos del Mar; en este periodo los habitantes del pueblo eran considerados “miserables” por los españoles.
Durante el gobierno del Presidente Manuel Prado Ugarteche, con fecha  del 25 de enero de 1943, con el dispositivo de creación N.º 9800, se crea políticamente el distrito de Sibayo.
Hasta la década de 1950 la mayoría de la población radicaba en sus estancias, viviendo en la capital del distrito era por dos motivos principalmente:
- Compra de alimentos y venta de carne y lana.
- Las fiestas patronales.

El templo del distrito fue construido por el año de 1691, se contaba con la presencia de un párroco en forma permanente.
El crecimiento urbano se da a partir del año de 1970, con la ampliación del nuevo Sibayo (Puente), paso obligado a las minas de Caylloma, Arcata, Ares entre otras; convirtiéndose en un importante centro de oferta de servicios a las decenas de traileres y ómnibus que circulan diariamente por la zona.

## Educación
Sibayo solo contaba con un centro de educación primaria  incompleta, el que tenía un aula, local donde es la actual municipalidad. A partir del segundo Quinquenio de la década de los sesenta se van logrando resultados importantes, por ejemplo en el año de 1966 se tiene la ampliación del centro primario N.º 40393; en el año de 1988 se cuenta con servicio de agua no potabilizada.

## Economía local
En el año 1975, se crea la Cooperativa Artesanal, conformada por 80 mujeres quienes producían prendas de vestir de la fibra de alpaca, cuyo destino era el mercado Europeo.

## Autoridades
- 2017-2021[3]
  - Subprefecto: Filemón Samayani Picha.

### Municipales
- 2015-2018[4]
  - Alcalde: Abel Gomer Cutipa Cáceres.
  - Regidores: Aquelino Cornejo Capira, Arcadio Puma Chicaña, Nila Picha Supo, Simon Supo Mamani, Hernan Mamani Barrantes
- 2007-2010
  - Alcalde: Raúl Melitón Mamani Picha.

### Religiosas
- Párroco[5]
  - Parroquia San Juan bautista: Pbro. Franz Windischhofer Raffetseder.

## Festividades
- San Juan bautista